# Carajás Esporte Clube
Carajás Esporte Clube, anteriormente conhecido como Time Negra Carajás Clube, é uma agremiação esportiva da cidade de Parauapebas, no estado do Pará.

## História
Foi fundado em 27 de junho de 1997 com o nome de Carajás Esporte Clube e possuía o laranja, o violeta, o azul e o branco como cores oficiais. Em 2007, assinou uma parceria com o Paysandu, recebendo jogadores da base do Papão para ganharem experiência. Em troca, mudou seu nome para Time Negra Carajás Clube, e suas cores passaram a ser o preto e o branco. Como o antecessor, o Time Negra continuava mandando suas partidas no Estádio Alfredo Tragni, ou "Ilha do Outeiro", com capacidade para 5.000 pagantes.
Enquanto se chamou Time Negra, a equipe foi considerada como uma espécie de "equipe B" do Paysandu. O nome Time Negra se deve por ter sido o apelido do Norte Club, que deu origem ao Paysandu.
Em 2016 a equipe volta a se chamar Carajás Esporte Clube, adotando novas cores e escudo.
O Carajás Esporte Clube conquistou o acesso para a principal divisão do Campeonato Paraense de Futebol de 2020 ao derrotar o Parauapebas Futebol Clube por 5 x 2 nas semifinais da "Segundinha" de 2019. 
Em 2022, o Carajás mudou sua sede de Belém para Parauapebas, passando a mandar os jogos no estádio Luiz Omar Pinheiro, o "Mamazão".

## Títulos

### Estaduais
|  | ESTADUAIS                      | ESTADUAIS | ESTADUAIS         |
|  | Competição                     | Títulos   | Temporada         |
|  | Taça ACLEP                     | 3         | 2001, 2003 e 2004 |
|  | Campeonato Paraense - Série B1 | 2         | 1999 e 2013       |
|  | ------------------------------ | --------- | ----------------- |

### Categorias de base
|      | ESTADUAIS                    | ESTADUAIS | ESTADUAIS |
|      | Competição                   | Títulos   | Temporada |
| Pará | Campeonato Paraense - Sub-17 | 1         | 2018      |
| ---- | ---------------------------- | --------- | --------- |

### Campeonato Paraense - Série A
| Ano  | Posição |
| 2000 | 6º      |
| 2001 | 6º      |
| 2002 | 9º      |
| 2003 | 6º      |
| 2004 | 6º      |
| 2005 | 10º     |
| 2009 | 7º      |
| 2010 | 8º      |
| 2011 | 8º      |
| 2014 | 13º     |
| 2020 | 10º     |
| 2021 | 11º     |

### Campeonato Paraense - Série A2
| Ano  | Posição |
| 1999 | Campeão |
| 2007 | 3º      |
| 2008 | 2º      |
| 2012 | ?       |
| 2013 | Campeão |
| 2016 | 3º      |
| 2017 | 11º     |
| 2018 | 15º     |
| 2019 | 2º      |
| 2022 | 7º      |
| 2023 | 11º     |
| 2024 | 4º      |
| 2025 | 10º     |

## Uniformes

### 2022
| '' | '' |

### 2021
| '' | '' |

### 2019-20
| '' | '' |

### 2017-18
| '' | '' |